# Francisco Lamolina
Francisco Oscar Lamolina (Buenos Aires, 25 ottobre 1950) è un ex arbitro di calcio argentino.

## Carriera
Attivo negli anni ottanta e novanta (debutta nella Primera División argentina proprio nel 1980), oltre ad arbitrare le principali sfide del Campionato argentino, è stato selezionato per importanti manifestazioni internazionali, dopo aver ottenuto il badge FIFA nel 1987. Ha arbitrato al Campionato mondiale di calcio Under-20 1991 la finale Portogallo-Brasile, è stato selezionato per le edizioni 1987 e 1993 della Coppa America, per il Campionato mondiale di calcio 1994, arbitrando le gare Stati Uniti-Svizzera e Italia-Messico, ed esercitando le funzioni di quarto ufficiale nella finale di Los Angeles Brasile-Italia.
Termina la carriera internazionale nel 1995 per raggiunti limiti d'età, mentre nel 1999, in occasione della gara River Plate-San Lorenzo, pone fine all'attività sui campi, diventando successivamente istruttore per conto della FIFA.
È diventato molto famoso e discusso per la tendenza a "lasciar correre" il gioco, e resta celebre la sua espressione "siga, siga" per far intendere ai giocatori l'intenzione di far proseguire l'azione.